# Mathias Loras
Pierre-Jean-Mathias Loras, dit Mathias Loras né à Lyon le 29 août 1792 et mort à Dubuque (Iowa) le 19 février 1858, est un évêque missionnaire et l'un des fondateurs de l'Église catholique aux États-Unis.

## Biographie

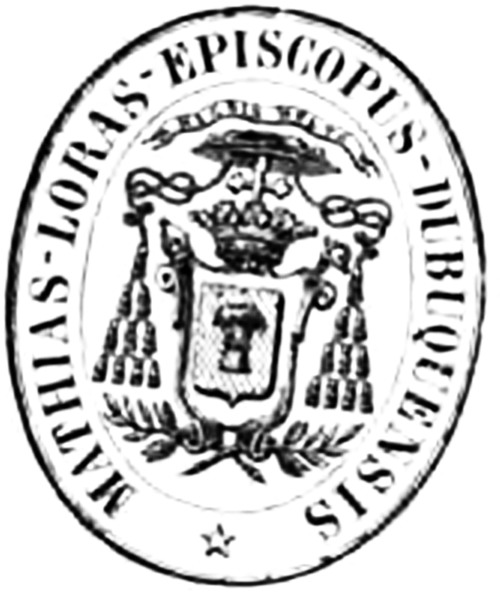
Timbre de l'évêque de Dubuque.

Il est l'avant-dernier sur les onze enfants d'une famille d'une grande ferveur chrétienne. Son père qui avait fait partie du conseil municipal pendant le siège de la ville de Lyon, et un de ses oncles, tous deux jugés coupables de résistance au « schisme révolutionnaire», montèrent à l'échafaud (le premier le 9 novembre 1793) et deux de ses tantes furent également exécutées pour avoir caché des prêtres réfractaires. Cette famille de dix enfants (un onzième est mort en bas âge) se retrouva donc ruinée et la mère dut seule faire face aux difficultés de la vie et donner à sa progéniture la meilleure éducation possible. Par vocation, Mathias entre à 18 ans au séminaire Saint-Irénée de Lyon, où il aura comme camarade et ami Jean-Marie Vianney, futur saint curé d'Ars. Ordonné prêtre le 12 novembre 1815, il est nommé, deux ans plus tard, directeur du petit séminaire de Meximieux. Il y aura pour élève Pierre Chanel, futur missionnaire qui sera le premier martyr chrétien de l'Océanie (île de Futuna).

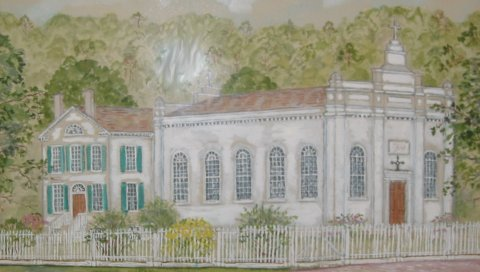
L'ancienne cathédrale Saint-Raphaël de Dubuque, lieu de culte entre 1833 et 1861. Le bâtiment au fond, à gauche, était la résidence épiscopale, et demeure la construction primitive de l'actuel Collège Loras.

Son destin fut ensuite lié au Nouveau-Monde lorsqu'il accompagna, en qualité de vicaire général, Mgr Michel Portier qui venait d'être investi de la charge du nouveau siège épiscopal de Mobile (Alabama). Il quitta la France le 1er novembre 1829. Il se distingua d'abord par un intense apostolat de sept ans dans les Florides. Au concile provincial de Baltimore, tenu le 16 avril 1837, il fut décidé la création d'un nouveau diocèse dans l'Iowa, à Dubuque, et l'élévation de Mathias Loras à ce nouveau siège épiscopal. Ce projet fut soumis à l'agrément de Rome et sa nomination décrétée le 18 juillet 1837. Le 10 décembre de la même année, Loras est consacré évêque en la cathédrale de Mobile par son supérieur Mgr Portier et Mgr Blanc de La Nouvelle-Orléans.

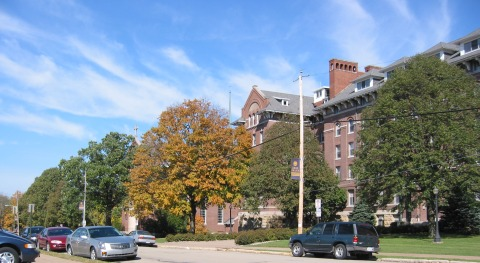
Le Collège Loras, aujourd'hui.

Mathias Loras entre en fonction fin 1839, après une tournée européenne qui lui permit de ramener six recrues de France, dont le père Joseph Crétin, et des subsides. Son immense diocèse de l'Iowa a un climat très rude. La tâche est ardue car les moyens de transport sont limités et les populations sont dispersées : de petits noyaux d'Européens catholiques et de jeunes convertis dont il faut satisfaire les besoins spirituels et de nombreuses tribus amérindiennes réceptives à l'évangélisation et à l'instruction.
Alors qu'on ne comptait guère à son arrivée que trois chapelles et un prêtre, il pourra se prévaloir en 21 ans d'apostolat d'une soixantaine d'églises, de 47 chapelles, de 9 communautés religieuses qui ouvriront des écoles, principalement avec l'aide des sœurs de la Charité, et des Frères de la Doctrine Chrétienne; enfin, de 7 pensionnats et de 48 ordinations, pour une population de quelque 54 000 fidèles. Après beaucoup d'efforts, une première école pour jeunes filles put ouvrir en 1843. Son charisme y contribua largement et son action s'était étendue en réalité aux deux États voisins: le Wisconsin et le Minnesota.
Durant son épiscopat, il aura participé à plusieurs conciles de Baltimore, dont le septième de 1849, où il souscrivit au décret des pères conciliaires qui soumettaient au Souverain Pontife leur désir de voir définir comme doctrine de l'Église catholique la conception immaculée de la Vierge Marie.
C'est Clément Smyth, prêtre américain, qu'il désigna auprès du Saint-Siège pour être son coadjuteur et plus tard lui succéder. Il mourut subitement à 65 ans. Sa devise était : « In carnem transit panis, et vinum in sanguinem ». Le collège que cet évêque avait fondé sur la colline de Dubuque en 1848 existe toujours et fait partie aujourd'hui d'un campus qui porte son nom : Loras College.
Il est inhumé à la crypte de la cathédrale Saint-Raphaël de Dubuque.
Des recherches d'étudiants ont montré qu'il avait acquis en Alabama, pour 800 dollars, une esclave nommée Marie-Louise. L'Iowa étant un État abolitionniste, il n'y emmène pas son esclave, mais ne l'affranchît pas non plus, choisissant de la louer. Devant l'indocilité de l'esclave, Loras se résout à la vendre pour 500 dollars. Après ces révélations, les responsables du Loras College décident en mars 2020 de déboulonner la statue puis de la remiser dans un sous-sol et décident de créer deux bourses universitaires, l'une du nom de Marie-Louise et l'autre Norman Dukette, premier diplômé noir de l'université, mais le nom de l'établissement reste inchangé.